# Battersea
Battersea è un quartiere situato nel borgo londinese di Wandsworth. È situato a 4,8 km a sud-ovest di Charing Cross ed ha una popolazione di 75 651 abitanti (aprile 2001).

## Geografia
Storicamente parte del Surrey, Battersea è un'area di Londra situata a sud del Tamigi. Di forma pressoché triangolare, confina a nord con il Tamigi confinando con la City of Westminster. Il suo margine di nord-est si trova a 1,6 km dal Palazzo di Westminster e quello di nord-ovest è determinato dal Wandsworth Bridge. Ad est confina con Lambeth, a sud con Camberwell, Stretham e Clapham ed a ovest con Wandsworth.

### Luoghi d'interesse
- Battersea Power Station è un edificio di dimensioni imponenti, ora in disuso, costruito fra il 1929 ed il 1939.

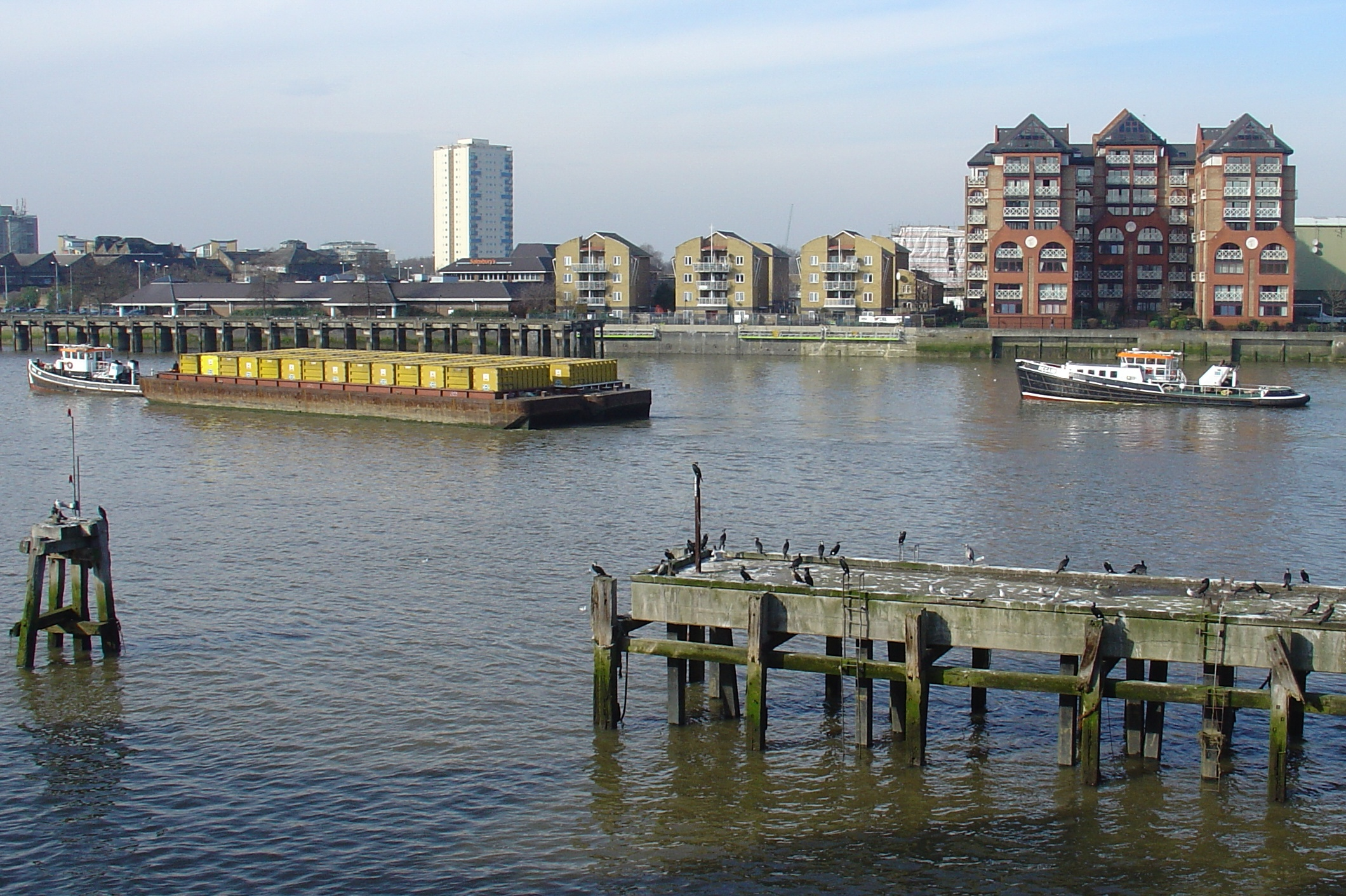
Il Tamigi a Wandsworth Bridge.

- New Covent Garden Market, è il più grande mercato di frutta e verdura all'ingrosso dell'area della Greater London, trasferito qui nel 1974 dopo la ristrutturazione dell'area del Covent Garden.
- Battersea Park, è un'area verde della superficie di 83 ettari realizzata fra il 1846 ed il 1864 ed aperta al pubblico nel 1858. Comprende diverse aree per la pratica dello sport, uno zoo e la Peace Pagoda di Londra.
- Clapham Junction railway station, considerata la stazione più trafficata (per numero di treni giornalieri circolanti) del Regno Unito e d'Europa.
- Royal Academy of Dance associata all'Università del Surrey.

## Storia
L'area ha preso il nome dall'antico villaggio di Battersea, un insediamento esistente sul delta del fiume Falconbrook, fiume che scorre sotto la città di Londra e sfocia nel Tamigi.  Battersea è menzionata sin dai tempi degli anglosassoni come Badrices īeg = "Badric's Island" e successivamente come "Patrisey". Così come diversi altri ex insediamenti siti sulle isole del Tamigi, Battersea venne bonificata eliminando le paludi e interrando i corsi d'acqua.
L'insediamento è citato nel Domesday Book come Patricesy ed era di proprietà della St Peter's Abbey di Westminster.
Nel 1857 vi è stato rinvenuto lo Scudo di Battersea, uno dei più importanti manufatti dell'età del ferro in Britannia, conservato al British Museum.
Antichissima parrocchia, Battersea venne inclusa nel distretto di Wandsworth nel 1855, ma le spinte separatiste ebbero la meglio nel 1900 quando divenne un borgo metropolitano a sé stante, salvo poi tornare nel borgo londinese di Wandsworth nel 1965.

## Località vicine
- Clapham
- Wandsworth
- Vauxhall
- Chelsea
- Stockwell
- Earlsfield
- Fulham

### Stazioni ferroviarie
- Battersea Park
- Clapham Junction
- Queenstown Road
- Wandsworth Road